# Pasi Nurminen
Pasi Johan Olavi Nurminen  (* 17. Dezember 1975 in Lahti) ist ein ehemaliger finnischer Eishockeytorwart sowie  derzeitiger -trainer und -funktionär, der seit 2015 bei den Pelicans Lahti in der Liiga als Assistenztrainer arbeitet. Zudem ist er seit 2005 Teilhaber der Pelicans-Betreibergesellschaft.

## Karriere
Pasi Nurminen begann seine Karriere als Eishockeyspieler in seiner Heimatstadt in der Nachwuchsabteilung von Reipas Lahti, für dessen Profimannschaft er in der Saison 1993/94 in einem Relegationsspiel sein Debüt gab. Nachdem er mit der Mannschaft den Klassenerhalt verpasst hatte, spielte der Torwart in der folgenden Spielzeit parallel für Reipas in der zweitklassigen I divisioona, sowie deren U20-Junioren. In der Saison 1995/96 konnte sich der Finne einen Stammplatz bei Ketterä Imatra erkämpfen und stand auch in den folgenden beiden Jahren nach seiner Rückkehr nach Lahti für seinen Heimatverein in der zweiten Liga zwischen den Pfosten. Dort konnte er vor allem in seiner letzten Spielzeit mit einem Gegentorschnitt von nur 1,65 in 30 Spielen überzeugen.
Zur Saison 1998/99 wechselte Nurminen zu HPK Hämeenlinna in die SM-liiga, wo er ebenso wie in den folgenden beiden Jahren bei Jokerit Helsinki überzeugen konnte. In der Saison 1999/2000 hatte er mit einem Gegentorschnitt von 2,25 in der Hauptrunde einen großen Anteil am Erfolg seines Teams und konnte sich in den folgenden Playoffs sogar noch auf einen Gegentorschnitt von 1,83 in elf Spielen, sowie eine Fangquote von 94,5 Prozent steigern, womit er ein Garant für das Erreichen des Meisterschaftsfinales war. Aus diesem Grund wurde er in das All-Star-Team der SM-liiga berufen und erhielt, als bester Torwart der Liga, die Urpo-Ylönen-Trophäe.
Im NHL Entry Draft 2001 wurde der Nationaltorwart in der sechsten Runde als insgesamt 189. Spieler von den Atlanta Thrashers ausgewählt. In der Saison 2001/02 spielte er überwiegend für deren Farmteam, die Chicago Wolves, in der American Hockey League und gewann mit seiner Mannschaft den Calder Cup. Dort wusste er vor allem in der Endphase der Saison zu überzeugen und erhielt die Jack A. Butterfield Trophy als Most Valuable Player der Playoffs. Von 2002 bis 2004 hatte Nurminen einen Stammplatz im NHL-Team der Thrashers, ehe er zur Saison 2004/05 zu den Pelicans Lahti, die in der Zwischenzeit wieder in die SM-liiga aufgestiegen waren, zurückkehrte. Seinen Heimatverein verließ er allerdings bereits im November 2004 wieder und spielte bis zu seinem durch eine schwere Knieverletzung erzwungenen Karriereende im Alter von nur 29 Jahren im Anschluss an diese Spielzeit für die Malmö Redhawks in der schwedischen Elitserien, deren Abstieg er jedoch trotz eines Gegentorschnitts von 2,08 in den zehn Spielen der Kvalserien nicht vermeiden konnte.
Im Sommer 2005 wurde Nurminen Mitbesitzer der Pelicans Lahti, für die er bis 2012 als Torwarttrainer arbeitet. Zwischen 2010 und 2012 arbeitete er in gleicher Position für die finnische Eishockeynationalmannschaft, teils auch als Co-Trainer. Im Sommer 2012 wurde er vom HK Awangard Omsk aus der Kontinentalen Hockey-Liga als Assistenztrainer verpflichtet.
In der Saison 2013/14 war er Assistenztrainer bei Jokerit. Seit 2015 ist er in gleicher Position bei den Pelicans beschäftigt.

### International
Für Finnland nahm Nurminen an den Weltmeisterschaften 2000, 2001, 2003 und 2005 sowie den Olympischen Winterspielen 2002 in Salt Lake City teil. Zudem stand er 2005 im Aufgebot seines Landes bei der Euro Hockey Tour.

## Erfolge und Auszeichnungen
| - 1998 SM-liiga-Spieler des Monats November - 2000 Finnischer Vizemeister mit Jokerit Helsinki - 2000 Urpo-Ylönen-Trophäe - 2000 SM-liiga All-Star-Team | - 2000 SM-liiga-Spieler des Monats September - 2002 Calder-Cup-Gewinn mit den Chicago Wolves - 2002 Jack A. Butterfield Trophy - 2012 Aufnahme in die Finnische Eishockey-Ruhmeshalle |

### International
- 2000 Bronzemedaille bei der Weltmeisterschaft
- 2001 Silbermedaille bei der Weltmeisterschaft